# Spilopimpla arambourgi
Spilopimpla arambourgi är en stekelart som först beskrevs av André Seyrig 1935.  Spilopimpla arambourgi ingår i släktet Spilopimpla och familjen brokparasitsteklar. Inga underarter finns listade i Catalogue of Life.